# Frank Geyer Abubakir
Frank Geyer Abubakir (Rio de Janeiro, outubro/1972), empresário e empreendedor brasileiro, atual presidente do Conselho de Administração da Unipar Carbocloro S.A. desde novembro de 2017, com passagem pela presidência da própria Unipar Carbocloro S.A. e Quattor Petroquímica S.A e pelas diretorias da Securitas União Corretora de Seguros S.A.  e da Vila Velha S.A.

## Biografia
Frank Geyer Abubakir nasceu no Rio de Janeiro, filho do casal Bayard Cumming Abubakir e Cecília Geyer Abubakir. É bisneto do empresário Alberto Soares de Sampaio, responsável pela criação da Petroquímica União e da Unipar , e neto do casal Paulo Geyer e Maria Cecília Soares de Sampaio Geyer, responsáveis pela coleção e doação da Casa Geyer, ao Museu Imperial.
Sua formação escolar se deu em Salvador, onde viveu a maior parte de sua infância. Ingressou na Faculdade de Direito, na Universidade Federal da Bahia, mas não concluiu o curso. Saiu para trabalhar na Vila Velha Participações S.A., empresa holding da família Sampaio Geyer, iniciando sua trajetória profissional.
Em 2000, casou-se com Flávia Barretto de Araújo Lagoeiro Abubakir, com quem tem duas filhas: Maria Cecilia Barretto de Araújo Abubakir e Maria Carolina Barretto de Araújo Abubakir.

## Carreira
Em 2001 assumiu o cargo de Diretor Superintendente da Securitas União Corretora de Seguros S.A., seguradora do Grupo Vila Velha, com sede no Rio de Janeiro, tendo liderado o processo de reestruturação da empresa, que foi vendida em 2008.
Com o falecimento do avô, Paulo Geyer, em novembro de 2004, Frank assume como um dos representantes da Vila Velha S.A. nos conselhos de administração das empresas coligadas da Unipar. Em 2005, em assembleia ordinária é eleito membro do Conselho de Administração  e assume a liderança do grupo de herdeiros, formado por sua mãe – Cecília – e suas tias, Maria e Vera. Após acordo de acionistas celebrado, garante sua eleição em 2008 como presidente do Conselho de Administração da Unipar e de Maria Soares de Sampaio Geyer como vice-presidente. Desde então as negociações entre os herdeiros de Maria Cecília e Paulo Geyer tiveram desdobramentos nos anos seguintes com intensa movimentação judicial., até sua conclusão em 2009.
Nesse período, Frank Geyer Abubakir, assumiu papel de destaque no processo de reestruturação do setor petroquímico brasileiro, que culminou com a criação da Quattor em 2008 . Em 2009, no entanto, pressionados pela crise do setor aliada a crise financeira de 2008, a Unipar iniciou entendimentos com a Braskem, conglomerado petroquímico surgido em 2002 - uma sociedade formada por Petrobras/Petroquisa e a Odebrecht Química – para a venda de sua participação na Quattor. A Petrobras, acionista das duas companhias, posicionou-se favoravelmente à transação .
Na Vila Velha, controladora da Unipar, o tema gerou divergências entre os acionistas, sendo inclusive judicializada. a questão, fato que repercutiu diretamente nas negociações da Quattor. Finalmente, em abril de 2010, foi concluída a aquisição pela Braskem da totalidade das ações ordinárias de emissão da Quattor (em conjunto com Braskem, “Companhias”) detidas pela UNIPAR, representativas de 60% do capital votante e total da Quattor.
Em maio de 2014, Frank Geyer Abubakir assume o cargo de Diretor Presidente da Unipar Carbocloro, empresa constituída com a aquisição da participação do Grupo Occidental., representado pela Occidental Química do Brasil Ltda., na Carbocloro, em 2013.  Ainda em 2014, um ano após a Unipar ter adquirido o controle da Carbocloro, Frank Abubakir teve que se afastar da direção da empresa em uma decisão que tinha por objetivo preservar a empresa enquanto ele estivesse envolvido no processo de investigação. de negócios da Petrobras.  Em 2016, firma um acordo de colaboração com o Ministério Público Federal, a fim de contribuir com as investigações da Polícia Federal, que tinham como principal foco as investigações de diversas empresas e instituições relacionadas à Petrobras. Durante o período de seu afastamento, Frank Geyer Abubakir indicou para ocupar seu lugar temporariamente, por meio de um contrato, um executivo de carreira com experiência em mercado de capitais, fusões e aquisições.
Frank Geyer Abubakir reassume a gestão da companhia em novembro de 2017, assumindo a Presidência do Conselho de Administração da Unipar Carbocloro S.A, uma empresa já com uma nova configuração decorrente de uma grande compra. Em, 2016, a UNIPAR Carbocloro finalizou a aquisição da Solvay Indupa, empresa argentina de PVC e Soda Cáustica. O negócio que deu origem à controlada Unipar Indupa garantiu a Unipar atuação em toda cadeia produtiva, do cloro ao PVC, além de triplicar o número de fábricas e da sua produção, com plantas em Cubatão, Santo André e Bahia Blanca, na Argentina.

## Outras atividades
Em 2019, Frank Geyer Abubakir e sua esposa, Flávia, ajudam na criação da Associação Amigos da Casa Geyer .